# Troféu Apolo V de 1969
O Troféu Apolo V de 1969, foi a primeira e única edição de uma competição amistosa, organizada pela Liga de futebol de New Jersey. Foi disputado pelos clubes sul-americanos, Corinthians, do Brasil e River Plate, da Argentina, sendo vencida pela equipe brasileira. 

## Participantes
- SC Corinthians Paulista

- CA River Plate

## Partida
| 2 ago. 1969 | Corinthians | 1 – 1 | River Plate | Downing Stadium, Nova York   |
|             | Bené        |       | Monetevero  | Árbitro: Gianni Di Salvatore |

|                      |       | Penalidades       |  |
| Adnan Suingue Mendes | 4 – 2 | Noguera Montevero |  |

Corinthians: Alexandre, Polaco, Mendes, Luís Carlos, Pedro Rodrigues, Dirceu Alves, Tião, Buião, Suingue, Benê, Luís Carlos Feijão. Técnico: Dino Sani
River Plate: Carballo, Ferrero, Lopes, Guzman, Vietz, Rodríguez, Récio, Montevero, Trebuco, Gutiérrez, Minutti. Técnico: Ángel Labruna
| Troféu Apolo V                 |
| ------------------------------ |
| CORINTHIANS Campeão(1º título) |